# NK Metalac Osijek
Nogometni klub Metalac Osijek osnovan je 1948. godine. Desetljećima je klub kao dodatak svomu imenu imao i ime glavnoga sponzora Osječke ljevaonice željeza i tvornice strojeva (OLT-a; OLT je pokrata od staroga naziva tvornice „Osječka livnica tuča”), a bio je dijelom Športskoga društva „Metalac OLT”. 
Klupska su boje narančasta i crna.

## Klupska povijest
Metalac se nikad nije natjecao u najvišem rangu natjecanja. Među povijesne uspjehe zasigurno pripada 6. mjesto u Međurepubličko-pokrajinskoj ligi (skupina „Sjever”, tadašnji treći stupanj natjecanja u SFRJ) u sezoni 1990./91. čime je klub zauzeo 59. mjesto u Jugoslaviji, odnosno bio 13. hrvatski klub. 
Nažalost, Hrvatski nogometni savez teško je oštetio klub u sezoni 1992. ne uvrstivši ga u Prvu ligu iako je u ligu uvršten Varteks koji je, također, bio 6. u Međurepubličko-pokrajinskoj ligi (ali u skupini „Zapad”) i Istra iz Pule koja se natjecala u Hrvatskoj ligi – Zapad. 
Raskid sa sponzorom uslijedio je tijekom stečaja OLT-a po završetku sezone 1996./97., kad je klubu prijetilo i gašenje, a završetkom sezone na posljednjem mjestu u 2. HNL klub postaje trećeligaš. 
Tada klub preuzima sadašnja uprava na čelu s predsjednikom Borom Ivkovićem, te klub prve godine dobiva ime Metalac HVIDRA Sjenjak. Od tada pa do ponovnoga ulaska u 2. HNL – Sjever 2001. godine klub niže trećeligaške uspjehe, ali pod nesretnim okolnostima ne uspijeva i ranije ući u 2. HNL – Sjever. Prva 3 kola u sezoni 2000./01. Metalac se natječe pod imenom Osijek-Koteks, ali neposredno pred završetak lige vraća svoje pravo ime – »Metalac«. Načelno najveći uspjeh ostvario je Metalac u sezoni 2005./06. osvojivši treće mjesto u Drugoj ligi. 
Klub se trenutno natječe u 1. ŽNL Osječko-baranjska.

## Poznati bivši igrači i treneri
- Nenad Bjelica (završio karijeru)
- Mario Galinović (završio karijeru)
- Ivan Grnja (završio karijeru)
- Mathias Chago (trenutačno –  NK Lokomotiva Zagreb)
- Marko Vujeva (trenutno - NK Croatia Bogdanovci)
- Vedran Miklić (trenutno - NK Croatia Bogdanovci)

## Povijesni plasmani
- 1989./90. 1. mjesto u Hrvatskoj ligi – Istok (4. stupanj natjecanja u SFRJ)
- 1990./91. 6. mjesto u Međurepubličko-pokrajinskoj ligi – Sjever (3. stupanj natjecanja u SFRJ)
- 1991./92. bez plasmana u 2. HNL – Istok (natjecanje nije održano zbog rata)
- 1992./93. 12. mjesto u 2. HNL – Sjever
- 1993./94. 9. mjesto u 2. HNL – Sjever
- 1994./95. 11. mjesto u 2. HNL – Sjever
- 1995./96. 11. mjesto u 2. HNL – Sjever
- 1996./97. 16. mjesto u 2. HNL – Sjever
- 1997./98. 2. mjesto u 3. HNL – Istok, podgrupa sjever
- 1998./99. 2. mjesto u 3. HNL – Istok
- 1999./00. 3. mjesto u 3. HNL – Istok
- 2000./01. 1. mjesto u 3. HNL – Istok
- 2001./02. 4. mjesto u 2. HNL – Sjever
- 2002./03. 7. mjesto u 2. HNL – Sjever (1. mjesto u Ligi za ostanak)
- 2003./04. 6. mjesto u 2. HNL – Sjever
- 2004./05. 5. mjesto u 2. HNL – Sjever
- 2005./06. 3. mjesto u 2. HNL – Sjever
- 2006./07. 15. mjesto u 3. HNL – Istok
- 2007./08. 8. mjesto u 4. HNL – Istok
- 2008./09. 12. mjesto u 4. HNL – Istok
- 2009./10. 7. mjesto u 4. HNL – Istok
- 2010./11. 12. mjesto u 4. HNL – Istok
- 2011./12. 7. mjesto u Međužupanijskoj ligi Osijek – Vinkovci
- 2012./13. 7. mjesto u Međužupanijskoj ligi Osijek – Vinkovci
- 2013./14. 9. mjesto u Međužupanijskoj ligi Osijek – Vinkovci
- 2014./15. 3. mjesto u 4. HNL – Istok
- 2015./16. 16. mjesto u 4. HNL – Istok
- 2016./17. 12. mjesto u 1. ŽNL Osječko-baranjskoj
- 2017./18. 12. mjesto u 1. ŽNL Osječko-baranjskoj
- 2018./19. 15. mjesto u 1. ŽNL Osječko-baranjskoj
- 2019./20. 5. mjesto u 1. ŽNL Osječko-baranjskoj (natjecanje je prekinuto nakon 17. kola zbog pandemije COVID-a)
- 2020./21. 4. mjesto u 1. ŽNL Osječko-baranjskoj
- 2021./22. 15. mjesto u 1. ŽNL Osječko-baranjskoj (odustali od natjecanja nakon 15. kola)
- 2022./23. i 2023./24. nisu se natjecali

## Vanjske poveznice
- O "ispunjavanju" kriterijâ za licence
- O ogorčenosti slavonskih klubova odlukama HNS-a  Arhivirana inačica izvorne stranice od 5. ožujka 2016. (Wayback Machine)
- All-time tablica Druge jugoslavenske lige s Metalčevim rezultatima
- Sezona 2003/04.
- Sezona 2004/05.
- Sezona 2005/06.
- Sezona 2006/07.  Arhivirana inačica izvorne stranice od 5. ožujka 2016. (Wayback Machine)
- Nogometni leksikon